# Велике Ладижине
Велике Ладижине — колишнє село в Україні, у Полтавському районі Полтавської області, Василівська сільська рада.
На місці майбутнього села Велике Ладижине на карті 1869 р. позначено 6 хуторів: Величків, Гудзенка, Гудзихи, Магденка, Седяки, Солони. Згодом відбулася заміна — село Ладижень змінило назву на Старицьківку, а хутори переросли у село Велике Ладижине.
Полтавська обласна рада рішенням від 23 квітня 2003 року у Полтавському районі виключила з облікових даних село Велике Ладижине Василівської сільради.

## Географія
Село Велике Ладижине на півдні межувало із селом Старицьківка.

## Відомі люди

### Народились
- Бразов Леонід Петрович — письменник. Член Національної спілки письменників України.